# Валтер Новотни
Валтер Новотни (Гмид, 7. децембар 1920 — Брамше, 8. новембар 1944) је био аустријски пилот-ловац, који је током Другог светског рата као припадник Луфтвафе у 442 борбена лета остварио 258 потврђених вазушних победа, од тога 255 на Источном фронту.
Рођен је у малом граду Чешке Велењице (немачки Gmund) на аустријско-чешкој граници. У Луфтвафе је ступио у октобру 1939. године. Обуку је прошао у 5. школи за обуку пилота-ловаца (Jagfiegerschule 5) у близини Беча. Као млади поручник распоређен је на службу у 54. ловачку групу (JG 54) која је, у фебруару 1941. године упућена на Источни фронт.
Летећи на Месершмиту Бф 109, остварио је 19. јула прве две ваздушне победе оборивши два руска авиона Поликарпов И-153 изнад Сарема. Истог дана оборио га је руски пилот Александар Авдејев и провео је три дана на сплаву у заливу Рига пре него што је спасен. У 1942. године. Новотни је наставио са успесима оборивши у току јула, пет непријатељских авиона у једном дану, да би сличан успех поновио 2. августа када је оборио седам непријатељских авиона у једном дану. Поново је оборен 11. августа када је приликом принудног слетања лакше повређен. У септембру исте године одликован је Витешким крстом Гвозденог крста за постигнутих 56 ваздушних победа. У октобру је постављен за командира ескадриле. Своју 75-ту победу постигао је у марту 1943. године, а 100-ту у јуну исте године оборивши 41 противнички авион за само месец дана. У августу 1943. године унапређен је у чин пуковника и постао је командир ловачке групе. Истог месеца оборио је 49 противничких авиона. 1. септембра је у само два борбена лета оборио 10 противничких авиона.
Дана 8. септембра 1943. године постигао је своју 200-ту победу за шта је неколико недеља касније добио мачеве уз Витешки крст. Био је први немачки пилот који је 15. октобра постигао своју 250-ту ваздушну победу због чега је добио дијаманте уз Витешки крст. Постао је један од само осам Немаца који су уз Витешки крст добили храстово лишће, мачеве и дијаманте.
Након одликовања је повучен са прве борбене линије и ангажован на пропагандним активностима. До тада је број противничких авиона које је оборио порастао на 255. Пошто је његово знање и искуство у ваздушној борби било драгоцено постављен је за командира 101. ловачке групе која је вршила обуку нових пилота. Међутим, Немачкој је 1944. године био неопходан сваки искусан пилот. Због тога је веома брзо добио нову дужност. У септембру 1944. године постављен је за командира новоформиране експерименталне ваздухопловне јединице која се по њему звала Команда Новотни, која је била стационирана на аеродрому у близини Оснабрика. Ова јединица била је задужена за увођење нових немачких млазних авиона Месершмит Ме 262 у наоружање Луфтвафе.
Летећи на новом авиону Ме-262 Новотни је успео да постигне још три ваздушне победе (оборио је два америчка бомбардера Б-24 Либератор и једног ловца П-51 Мустанг) пре него што је погинуо у авиону који се срушио источно од града Хесепа. Његово обарање приписано је америчком ловачком асу Ернесту Фибелкому и његовом колеги Едварду Хејдону.
Валтер Новотни је сахрањен у алеји великана на Средишњем гробљу у Бечу. Међутим, након дуге јавне дебате, скупштина града Беча је, уз подршку Социјал-демократа и Зелених, 2004. године донела одлуку да се Валтеру Новотном одузме почасни статус.